# Nico (balet)
Nico je balet velšského hudebníka a skladatele Johna Calea. Autorem choreografie je nizozemský choreograf Ed Wubbe. Poprvé byl předveden dne 4. října 1997 v divadle Schouwburg v Rotterdamu baletním souborem Scapino Ballet. Cale později, v roce 1998, vydal audiozáznam představení na albu Dance Music. Balet byl inspirován životem německé zpěvačky a herečky Nico, se kterou skladatel Cale během jejího života často spolupracoval. Na začátku představení je tanečnice zabalena do hliníkové fólie a postupně se jí svými pohyby zbavuje. Později se na jevišti objevuje více tanečníků.